# Đàn Kính Thiên Tràng An

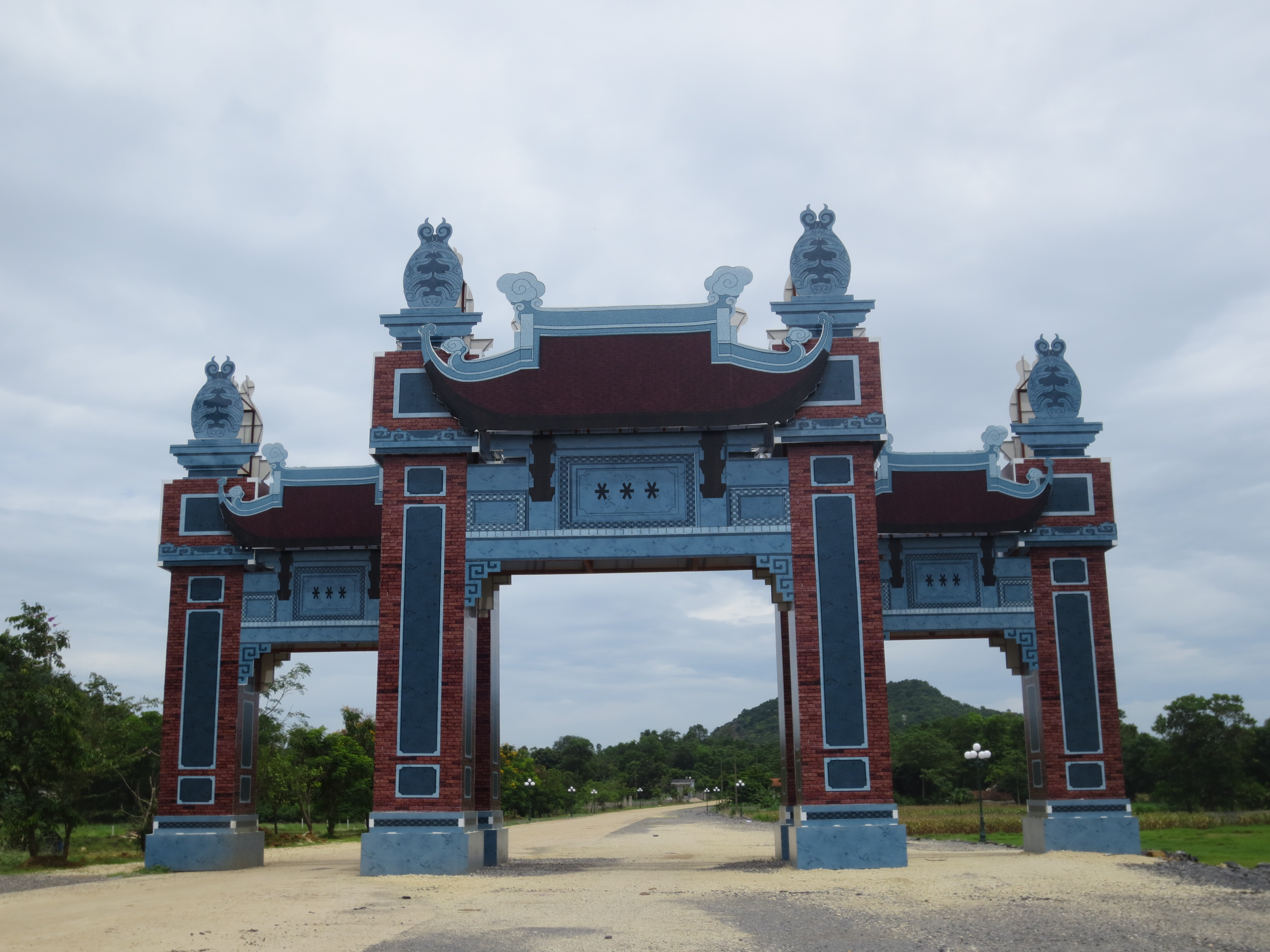
Cổng Nhân Môn - Đàn Kính Thiên Tràng An

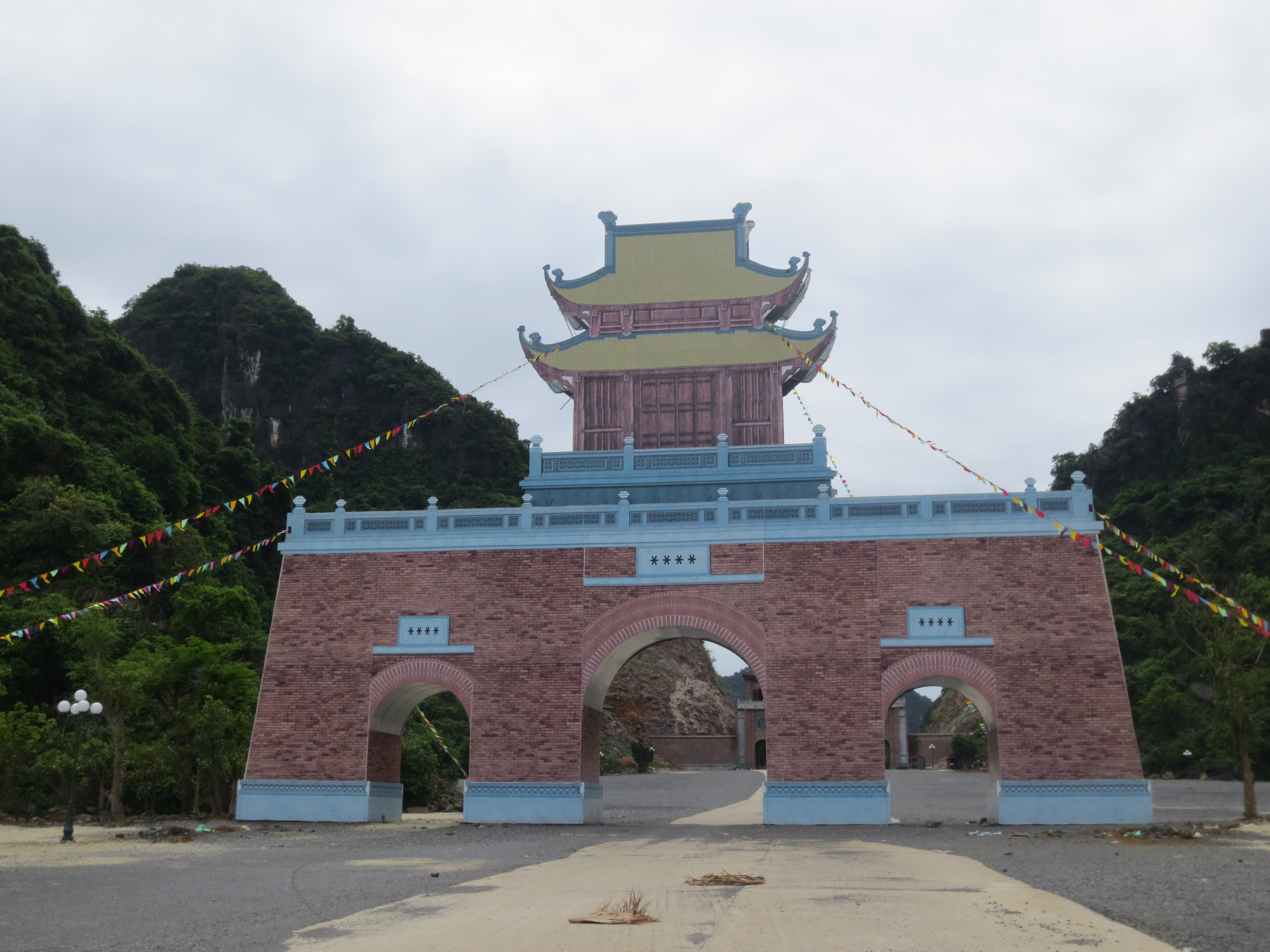
Cổng Địa Môn - Đàn Kính Thiên Tràng An

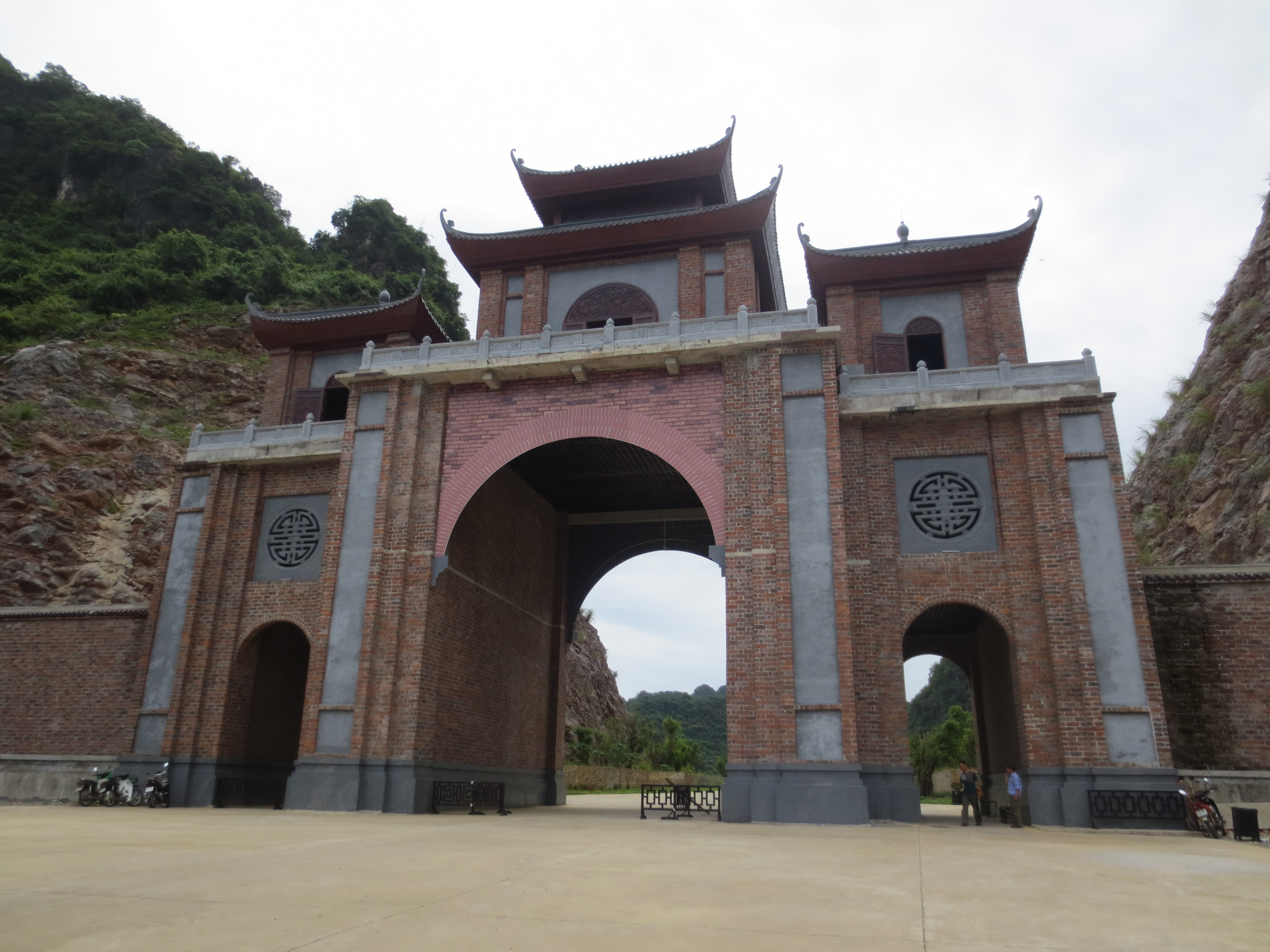
Cổng Thiên Môn - Đàn Kính Thiên Tràng An

Đàn Kính Thiên Tràng An là công trình kiến trúc văn hóa được phục dựng trong quần thể di sản thế giới Tràng An để bảo tồn và phát huy giá trị lịch sử của kinh đô Hoa Lư xưa. Đàn Tế Trời là nơi thờ Ngọc Hoàng Thượng đế cùng 4 vị thần khác trên thiên đình là Nam Tào, Bắc Đẩu, Phạm Thiên, Đế Thích và là nơi xưa kia các Hoàng đế đóng đô ở Hoa Lư tổ chức các nghi lễ tế cáo trời đất, cầu quốc thái dân an. Khu di tích Đàn Kính Thiên hiện nay nằm ở phía tây cố đô Hoa Lư, gần chùa Bái Đính, khu du lịch thung Ui và cách thành phố Hoa Lư 20 km.

## Lịch sử
Thời cổ đại, các hoàng đế Trung Hoa được xem như Thiên Tử - con Trời, người thay mặt Trời cai trị thiên hạ. Việc cúng tế Trời được coi là cực kỳ quan trọng. Vào ngày lễ hàng năm, hoàng đế và toàn bộ đoàn tùy tùng mặc những bộ trang phục đặc biệt và ăn chay; tại đó hoàng đế sẽ đích thân cử hành lễ tế Trời cho mùa màng bội thu. Nghi lễ phải được hoàn tất một cách hoàn hảo; người ta tin rằng chỉ một sơ suất nhỏ nhất cũng có thể gây ra điềm xấu cho quốc gia trong năm tới.
Theo Đại Việt sử ký toàn thư, sau khi dẹp loạn 12 sứ quân, thống nhất đất nước sau 1000 năm Bắc thuộc Trung Hoa, vào ngày 10/3 Âm lịch năm 968, Đinh Bộ Lĩnh cho lập Đàn Tế Thiên ở phía Tây kinh đô Hoa Lư, để tế cáo trời đất, công bố với thiên hạ, xưng là Đại Thắng Minh Hoàng Đế, đặt tên nước là Đại Cồ Việt, lấy niên hiệu là Thái Bình và trở thành vị Hoàng đế đầu tiên của nhà nước phong kiến trung ương tập quyền tại Việt Nam.
Nhiều di tích cung điện và tường thành thế kỷ X tại cố đô Hoa Lư đã được phát hiện và khai quật trong đó có Đàn Kính Thiên và Đàn Xã Tắc. Riêng ở khu vực cửa ngõ phía Tây cố đô Hoa Lư hiện vẫn còn di tích được dân gian cho rằng là nơi đặt Đàn Kính Thiên thời Đinh đó chính là di tích Đàn Tế Trời nằm nằm trên đồi Thờ, xã Quỳnh Lưu, Nho Quan, Ninh Bình. Hiện ở trên đồi còn di tích đền Vua Đinh Tiên Hoàng và trong khu vực xã Sơn Lai lân cận còn tới 4 đền thờ Vua, đều gắn với các sự kiện liên quan đến hoạt động của Vua ở khu vực này. Năm 2018, Ninh Bình đã phục dựng kiến trúc Đàn Kính Thiên và Lễ tế thiên đã được diễn ra vào dịp lễ hội Hoa Lư.

## Kiến trúc và thờ tự
Đàn Kính Thiên Tràng An tọa lạc ở vị trí cao nhất thung lũng Mộc Hoàn, có cấu tạo theo 3 lớp: Nhân Môn, Địa Môn và Thiên Môn. Đại Đàn trên tầng cao nhất có điện thờ Ngọc Hoàng Thượng đế đặt ở trung tâm, cao hơn phía trên là tượng thờ Phạm Thiên, Đế Thích và thấp hơn phía dưới là tượng thờ Nam Tào, Bắc Đầu.
Theo tín ngưỡng dân dân, vai trò các vị thần được thờ ở Đàn Kính Thiên gồm:
- Ngọc Hoàng Thượng đế là vị vua tối cao của bầu trời, là người cai quản vũ trụ.
- Nam Tào là vị thần ghi sổ sinh
- Bắc Đẩu là vị thần ghi sổ tử
- Phạm Thiên là vị thần sáng tạo ra loài người.
- Đế Thích là vị thần sáng tạo thiên nhiên, mưa gió và sấm sét.

## Lễ Tế Thiên 2018
Lễ Đàn Kính Thiên Tràng An được tái hiện bằng hình thức sân khấu hóa đàn tế Thiên nhằm gợi nhớ cội nguồn xưa, gồm 4 phần: lễ rước, lễ đăng quang-sắc phong, lễ tế Thiên và chương trình nghệ thuật chào mừng.
Tham gia buổi lễ tế là 600 người đóng Vua, quan, lính, dân với trang phục cổ trang; 15 đội tế lễ, 30 vũ đoàn Carmen, hàng trăm người là dân tộc Mường của huyện Nho Quan và các dân tộc tiêu biểu ở phía Bắc như dân tộc Dao, Mông, Tày, Nùng… đến từ huyện Xín Mần, tỉnh Hà Giang và có sự tham gia của 10 nghìn học sinh, sinh viên và hàng nghìn Phật tử, tín đồ Phật giáo. Buổi lễ đã diễn ra nghi thức nghênh đón Đinh Bộ Lĩnh về Đàn tế Thiên tại Cổng Trời Bái Đính. Tiếp đó là Lễ đăng quang Hoàng Đế và sắc phong các chức vị cho các quan thời Đinh.
Tiếp theo, Vua và các quan bắt đầu làm Lễ tế Thiên cảm tạ trời đất và cầu quốc thái dân an, với 8 nghi lễ như: Lễ quán tày, Nghinh thần; Thăng đàn; Lễ thượng hương; Lễ dâng rượu; Lễ thượng sớ; Lễ Triệt soạn; Lễ tống thần và đốt văn sớ.
Kết thúc Lễ tế Thiên là chương trình biểu diễn văn nghệ chào mừng với các tiết mục: Tiếng sáo thiên thai, hòa tấu đàn nhị, múa sanh tiền, múa sạp cồng chiêng của đồng bào Mường, vũ điệu của các dân tộc Dao, Thái, Tày, Nùng…
Lễ đàn kính Thiên Tràng An là một trong nhiều sự kiện quan trọng kỷ niệm 1050 năm Nhà nước Đại Cồ Việt (968 - 2018), nhằm tưởng nhớ công lao to lớn khai quốc của vua Đinh Tiên Hoàng trong tiến trình lịch sử dân tộc; cầu cho đất nước bình an, hạnh phúc.

## Khu du lịch Thung Ui

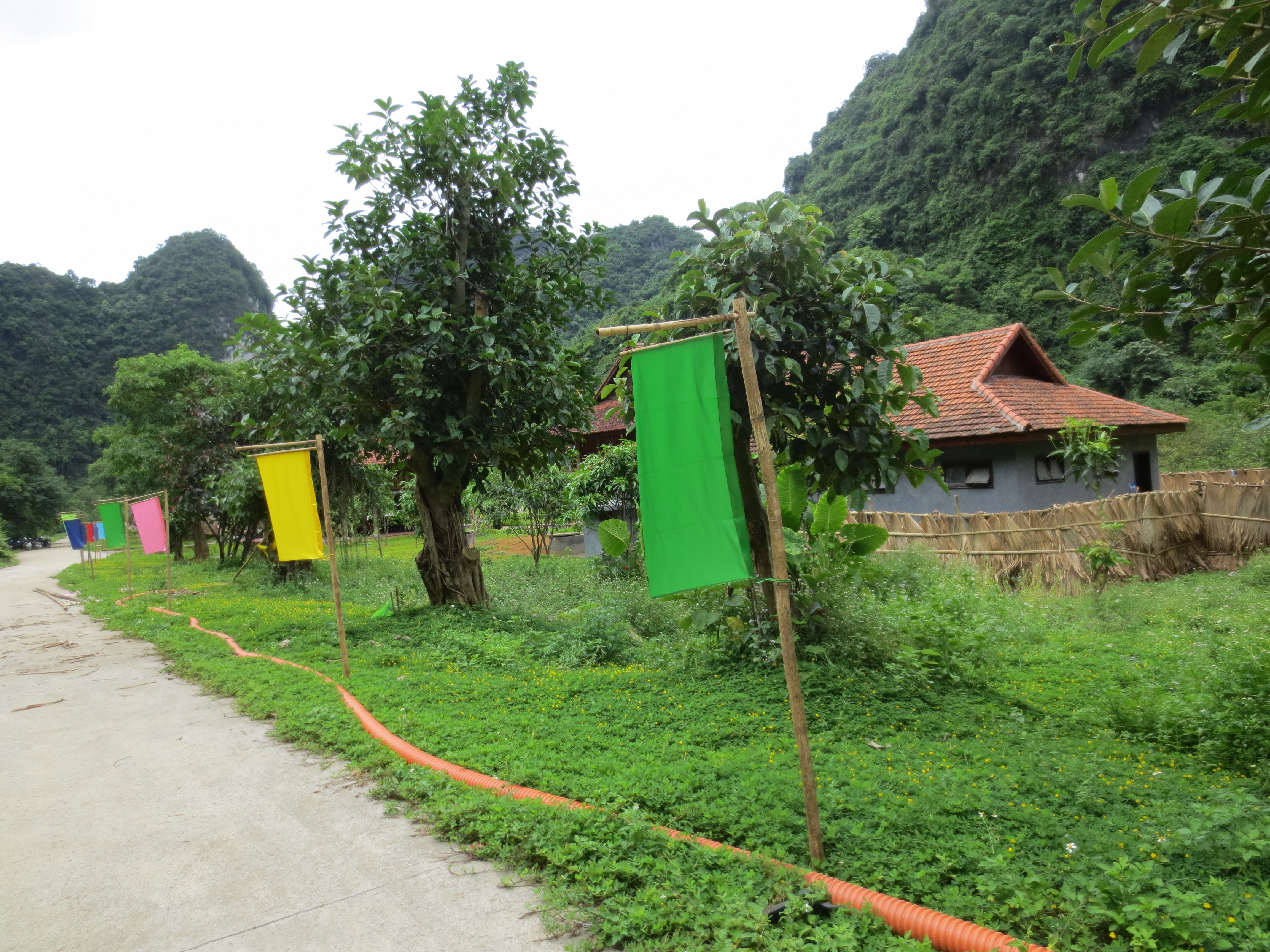
Nhà sàn trong khu du lịch nghỉ dưỡng thung Ui

Đàn Kính Thiên Tràng An đồng thời là cửa mở vào khu du lịch thung lũng Mộc Hoàn, tức thung Ui theo tên gọi địa phương. Khu du lịch thung Ui là nơi bảo tồn và phát huy giá trị của hành cung Hoa Lư xưa với việc tái hiện cuộc sống của người Việt cổ thế kỷ X.
Nằm trong vùng lõi của Quần thể di sản thế giới Tràng An, Thung Ui có vẻ đẹp hoang sơ, yên tĩnh của núi rừng đặc dụng Hoa Lư. Đây là điểm du lịch mới được đưa vào khai thác dịch vụ du lịch đầu năm 2018 với hệ thống nhà sàn, nhà cổ. Nơi đây phù hợp để nghỉ dưỡng khung cảnh thiên nhiên và tổ chức các hoạt động như teambuilding, đốt lửa trại,...
Thung Ui còn là nơi dẫn vào nhiều di tích trong vùng lõi quần thể di sản thế giới Tràng An như hang Trống, hang Mòi, hang Bói và đền Trần.